# Nine Dragons Paper
Nine Dragons Paper est une entreprise papetière chinoise. Elle est la 7e plus grande entreprise dans le secteur papetier en 2010, avec une production de 7,280 millions de tonnes. Elle est fondée et dirigé par Zhang Yin, la femme la plus riche de Chine.